# KZ Farge

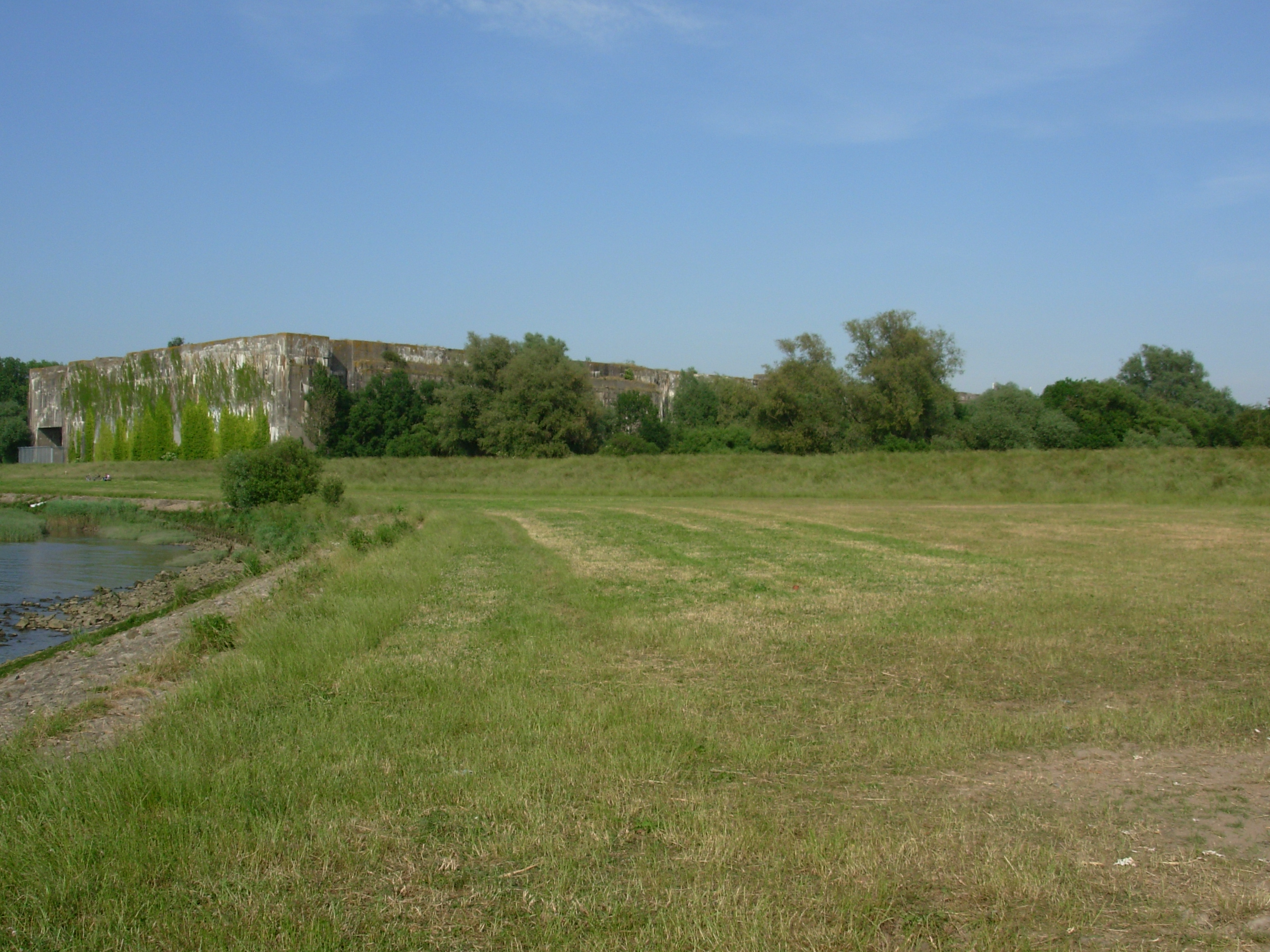
U-Boot-Bunker Valentin von der Weser aus gesehen

Das Konzentrationslager Farge war ein Außenlager des KZ Neuengamme. Es existierte von Oktober 1943 bis zum 10. April 1945, nach anderen Quellen vom 1. Juli 1943 bis 8. April 1945. Die Häftlinge dieses Lagers erbauten den etwa vier Kilometer entfernten U-Boot-Bunker Valentin. Das Konzentrationslager lag in der Neuenkirchener Heide zwischen den Ortschaften Schwanewede, Lüssum, Farge, Rekum und Neuenkirchen im Gebiet des heutigen Bundeslandes Niedersachsen.
Untergebracht wurden viele Häftlinge in einem unfertigen Treibstoffbunker, der für das Marine-Öllager Neuenkirchen gebaut worden war. Das Dach war durch Aufschüttung mit Sand getarnt worden. Auf dieser Bunkerdecke wurden zusätzliche Baracken für die Küche, Abort und Krankenbaracken für weitere Häftlinge und die Verwaltung des Lagers errichtet. Die Lebensbedingungen in diesem Rundbunker waren außerordentlich schlecht. Die Bewachung erfolgte durch Marinesoldaten aus dem Marinegemeinschaftslager.

## Geschichte

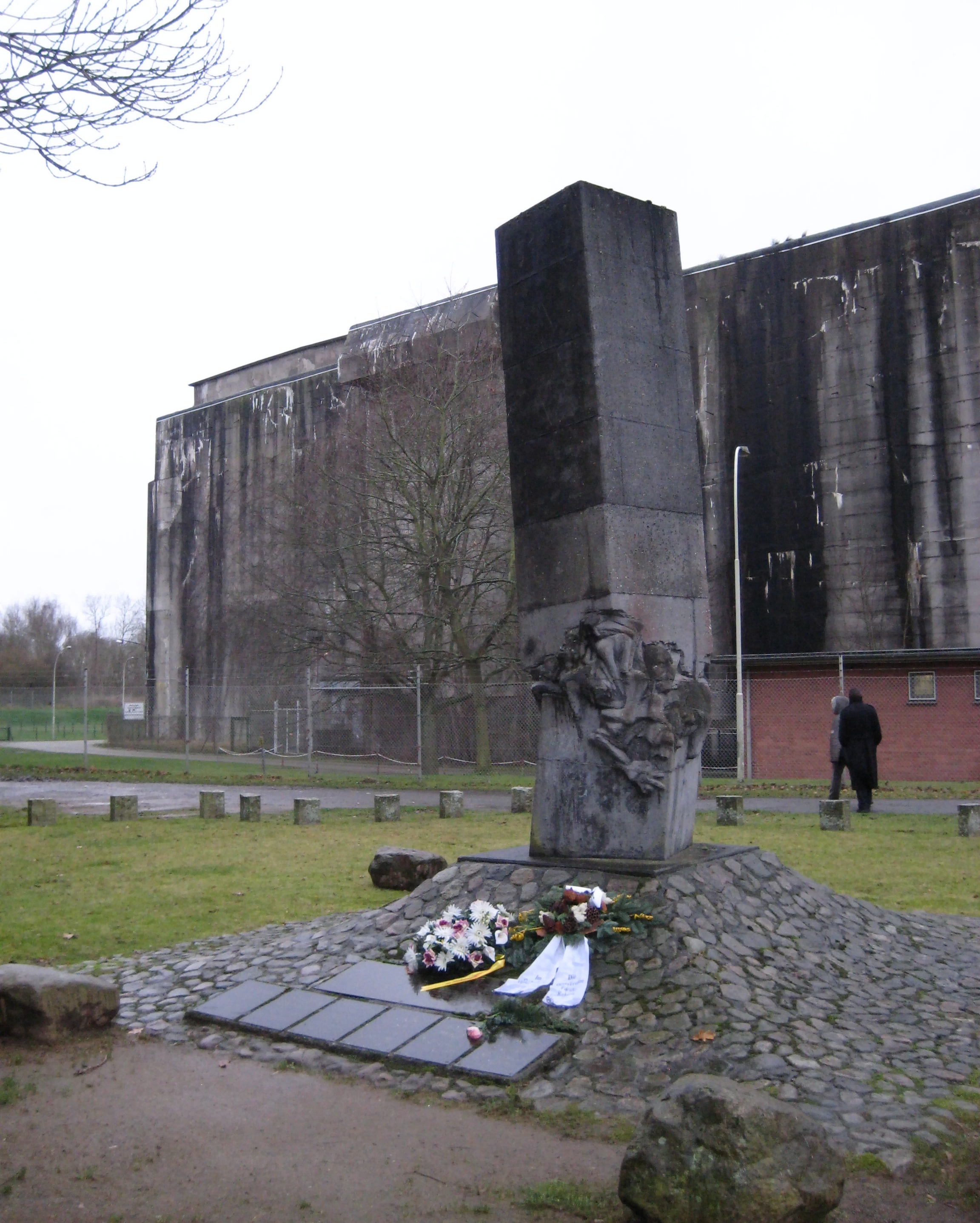
Das Mahnmal vor dem Bunker versinnbildlicht das Leiden und Sterben der Häftlinge, die schwere Zwangsarbeit auf der Bunkerbaustelle verrichten mussten. Es steht auf der ehemaligen Trasse der Marinebahn Farge-Schwanewede.

Die Häftlinge für das Lager stammten aus unterschiedlichen Konzentrationslagern. Sie sollten einen U-Boot-Bunker für die Marine bauen. Die Arbeiten begannen 1943. In Rekum sollte unter dem Namen Valentin ein Bunker entstehen, der eine U-Bootwerft vor Luftangriffen schützen und einen direkten Zugang zur Weser haben sollte. Der Bunker ist 426 Meter lang und hat eine Breite von knapp 100 Metern. Gebaut wurde der Komplex durch rund 10.000 KZ-Häftlinge und Zwangsarbeiter, die für zahlreiche der über 100 beteiligten Firmen (u. a. Wayss & Freytag, Hermann Möller (Wilhelmshaven), Lenz-Bau, Robert Kögel (Köln), August Reiners, Gottfried Stehnke (Osterholz-Scharmbeck), Siemens-Schuckert Werke AG, Kieserling, Grün & Bilfinger, Gottlieb Tesch (Berlin), Krupp AG (Rheinhausen), Dyckerhoff & Widmann (Hamburg), Carl Duve (Bremen-Farge), Gebrüder Neumann (Norden), Habermann & Cluckes (Berlin)) arbeiten mussten. Die Bauunternehmen zahlten nach Lohngruppen. Meister erhielten einen Stundenlohn von 1.29 RM, Vorarbeiter erhielten 1.05 RM, Facharbeiter 0.95 RM, Hilfsarbeiter 0.73 RM, Kriegsgefangene 0.49 RM. Die sogenannten „KZ-Hilfsarbeiter“ (tatsächlich waren sie Arbeitssklaven der SS) erhielten keinen Arbeitslohn ausgezahlt. Stattdessen zahlten die Firmen 4,50 RM pro Tagewerk eines „KZ-Hilfsarbeiters“ an die SS-Lagerleitungen. Durch das Verleihen der KZ-Gefangenen erzielte die SS beträchtliche Einnahmen, die größtenteils an die übergeordnete KZ-Verwaltung und letztlich an das SS-Wirtschafts- und Verwaltungshauptamt (SS-WVHA) flossen. Vor Ort verwendeten die Lagerleitungen für Verpflegung, Bewachung, Unterbringung etc. der Häftlinge nur etwa 1/3 der Einnahmen. Täglich wurde den Gefangenen und den Bediensteten des Lagers 0.70 RM als Kostgeld abgezogen und vom KZ als Einnahme verbucht, siehe Abbildung.

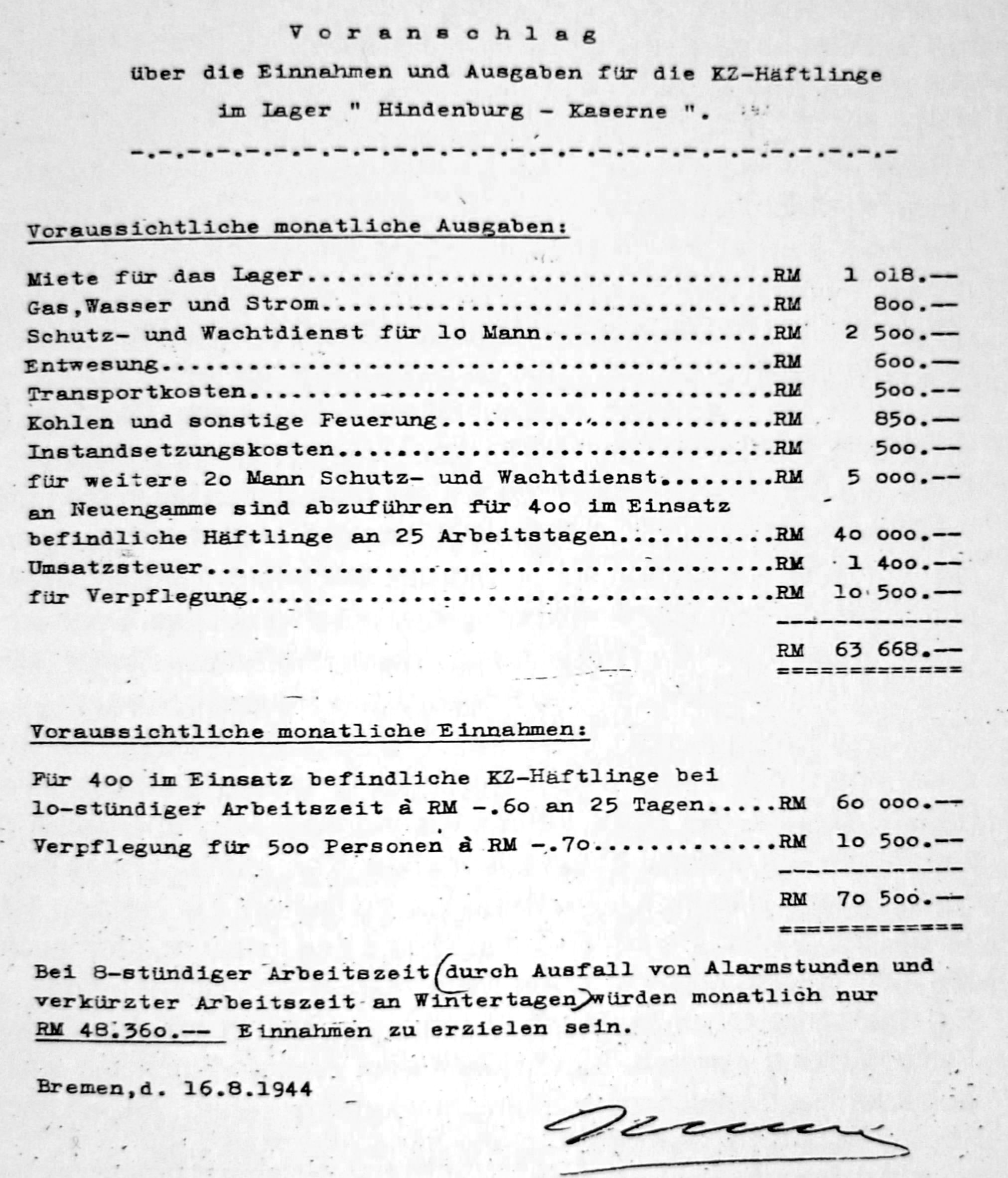
Einnahmen und Ausgaben eines Konzentrationslagers mit 400 Häftlingen, Aufstellung durch die SS 1944 in Bremen

Ein eigenes Baracken-Lager wurde im Oktober 1943 eingerichtet, das dem Stammlager in Neuengamme unterstellt wurde. Aus dem Stammlager Neuengamme traf ein Transport mit 3.000 Häftlingen ein, womit es eines der größten Außenlager war. Die Häftlinge kamen vorwiegend aus Frankreich, der Sowjetunion und Polen. Das Häftlingslager stand in etwa vier Kilometern Entfernung von der Bunker-Baustelle im Gebiet der heutigen Gemeinde Schwanewede. Die Lebensbedingungen der Häftlinge waren menschenunwürdig, viele starben an Hunger, Mangelernährung oder an Erschöpfung. Zahlreiche Häftlinge wurden von der SS getötet. Obwohl die Zahl vermutlich deutlich höher lag, sind aus dieser Zeit lediglich 553 Todesopfer bekannt, denn die SS hat bei Kriegsende viele Dokumente vernichtet, um ihre Verbrechen zu vertuschen. 
Dass es im Bereich der Lager Massengräber gab, war der umliegenden Bevölkerung bekannt. Der Präsident des Senats der Stadt Bremen ging 1948 von 1.000 bis 5.000 Toten in dem KZ-Massengrab in Bremen-Farge aus. Die Toten wurden exhumiert und zur zentralen Bremer Gedenkstätte auf dem Osterholzer Friedhof umgebettet.
Die Arbeiten am Bunker wurden nach schweren Bombenangriffen Ende März 1945 eingestellt.
Das Lager Farge wurde zum Sammellager für alle KZ-Außenlager im Raum Bremen bestimmt. Die ersten Märsche erreichten das Lager am 7. April. Die Häftlinge der Lager Schützenhof, Bahrsplate und Riespott wurden hier gesammelt, bis rund 5.000 Häftlinge dort untergebracht waren.
Das Lager wurde am 10. April von der SS geräumt und die Häftlinge wurden auf andere Lager verteilt. Ein Teil wurde gezwungen, ins Auffanglager Sandbostel zu marschieren (Todesmarsch), alle Kranken wurden in Züge gepfercht und Richtung Bergen-Belsen deportiert. Der Zug erreichte das Lager jedoch nie und endete in Bremervörde. Alle Häftlinge, die die Strapazen überlebt hatten, wurden nach Sandbostel evakuiert. Zum Teil wurden aber auch Häftlinge wieder über Winsen/Luhe ins Stammlager nach Neuengamme zurückgebracht.
Der Kommandant des Lagers war ab 1944 Hauptsturmführer der Reserve der Waffen-SS Ulrich Wahl.